# Неменуща Марія Яківна
Марія Яківна Неменуща (? — ?) — українська радянська діячка, новатор сільськогосподарського виробництва, агроном Дяківської МТС Ровеньківського району Ворошиловградської (Луганської) області. Депутат Верховної Ради УРСР 4-го скликання.

## Біографія
На 1950-ті роки — агроном Дяківської машинно-тракторної станції (МТС) по колгоспу імені Ульянова Ровеньківського району Ворошиловградської (Луганської) області.

## Нагороди
- ордени
- медалі